# دولت‌آباد (زبرخان)
دولت‌آباد روستایی در دهستان زبرخان بخش زبرخان شهرستان نیشابور استان خراسان رضوی ایران است.

## جمعیت
بر پایه سرشماری عمومی نفوس و مسکن در سال ۱۳۹۵ جمعیت این روستا ۷۸۰ نفر (۲۶۲خانوار) بوده‌است.